# Картлос

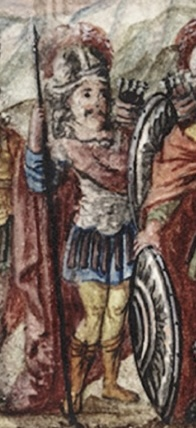
Картлос

Ка́ртлос  (груз. ქართლოს) — легендарний прабатько грузинського народу, засновник Картлі, з роду Фогарми. Молодший брат легендарного прабатька вірменів Гайка.

## Первісне розселення
Леонті Мровелі в літописі «Життя картлійських царів» пише::
| ...і поділив Таргамос землі й племена свої між вісьма цими героями: половиною племен і кращою половиною землі своєї наділив він Гаоса, а тем сімом відвів частку кожному по гідності: наділив Картлоса й затвердив [йому] рубежі: на сході — Ереті й річка Бердуджі; на заході — море Понтійське; з півдня — гора, що тягнеться від початку річки Бердуджі, і гора, що пролягає до заходу й води якої течуть на північ і впадають у Куру, яка тече між гір Кларджеті й Тао до моря; і з півночі рубежі Гадо, Мала Гора, що відходить галузями від Кавказу й примикає до закінчення Гадо, яку нині йменують Ліхі. І всі [землі] між ними дав [Таргамос] Картлосу. |

## Нащадки Картлоса
Мровелі згадує наступних нащадків Картлоса:
Мцхетос — засновник міста Мцхета
- Уплос «владика»
- Одзрхос — епонім південних областей історичної Грузії — Самцхе
- Джавахос — епонім Джавахетії
- Гардабос
- Кахос — епонім Кахетії
- Кухос
- Гачіос